# عودة حمود ومحيميد (مسرحية)
عودة حمود ومحيميد مسرحية سعودية تم إنتاجها عام 1988 من بطولة عبد الله السدحان وناصر القصبي ومن إخراج عامر الحمود.

## أبطال المسرحية
- عبد الله السدحان: في دور (محيميد)
- ناصر القصبي: في دور (حمود)
- راشد الشمراني: في دور (بو هلال)
- علي المدفع
- حمد المزيني
- عبد العزيز المبدل: في دور (أبو علوش)
- سعد الصالح
- عبد الله عسيري: في دور (الزبون التهامي)
- عبد الله السناني: في دور (شنب)[2]